# Tereza Dočkalová
Tereza Dočkalová (* 21. dubna 1988 Nový Jičín) je česká divadelní a filmová herečka, členka souboru Divadla pod Palmovkou, držitelka dvou Cen Thálie (2011 a 2017).

## Život
Vystudovala základní školu v Kopřivnici a po roce 2002 herectví na Janáčkově konzervatoři v Ostravě. Ještě během studií hostovala v Těšínském divadle a v ostravském Divadle loutek. V listopadu 2020 se jí narodila dcera Berta, kterou má se svým partnerem, režisérem a hercem Tomášem Dianiškou.

## Tvorba

### Divadlo
Po studiích nastoupila do stálého angažmá v ostravské Komorní scéně Aréna. Od roku 2014 je členkou souboru pražského Divadla pod Palmovkou, kde si zahrála první významnou hlavní roli v představení Nora (Domeček pro panenky).

### Film a televize
Tereza Dočkalová hraje v několika televizních pořadech, zejména v televizi Déčko, kde ztvárnila roli Boženy v osvětovém seriálu zaměřeném na finanční gramotnost nazvaném Bankovkovi. Dále se objevila např. v seriálech Skautská pošta 1918, Profesor T nebo Šéfka. Ve filmech se objevuje sporadicky, účinkovala mimo jiné ve filmu Radka Bajgara Teroristka. Od roku 2022 se přidala k Janu Dolanskému jako staniční hlas televize Prima Cool. Jejím posledním filmem je drama Alberta Hospodářského Brutální vedro.

### Moderování
V letech 2018 až 2020 byla moderátorkou/komentátorkou satirického pořadu Branky, body, kokoti, který se věnoval otázkám rovnosti pohlaví a právům menšin a byl vydáván na webu týdeníku Blesk pro ženy. Od roku 2021 moderuje podobný pořad, vysílaný na Televizi Seznam, pod názvem Kokoti na neděli.

## Ocenění
Tereza Dočkalová je držitelkou dvou Cen Thálie. Během svého působení v Komorní scéně Aréna obdržela Cenu Thálie 2011 pro mladé činoherce do 33 let. Za hlavní roli v inscenaci Nora (Domeček pro panenky) získala druhou Cenu Thálie 2017. V roce 2022 se stala ambasadorkou filmové výchovy při Asociaci pro filmovou a audiovizuální výchovu, podpořila i vznik vzdělávací publikace Filmouka.

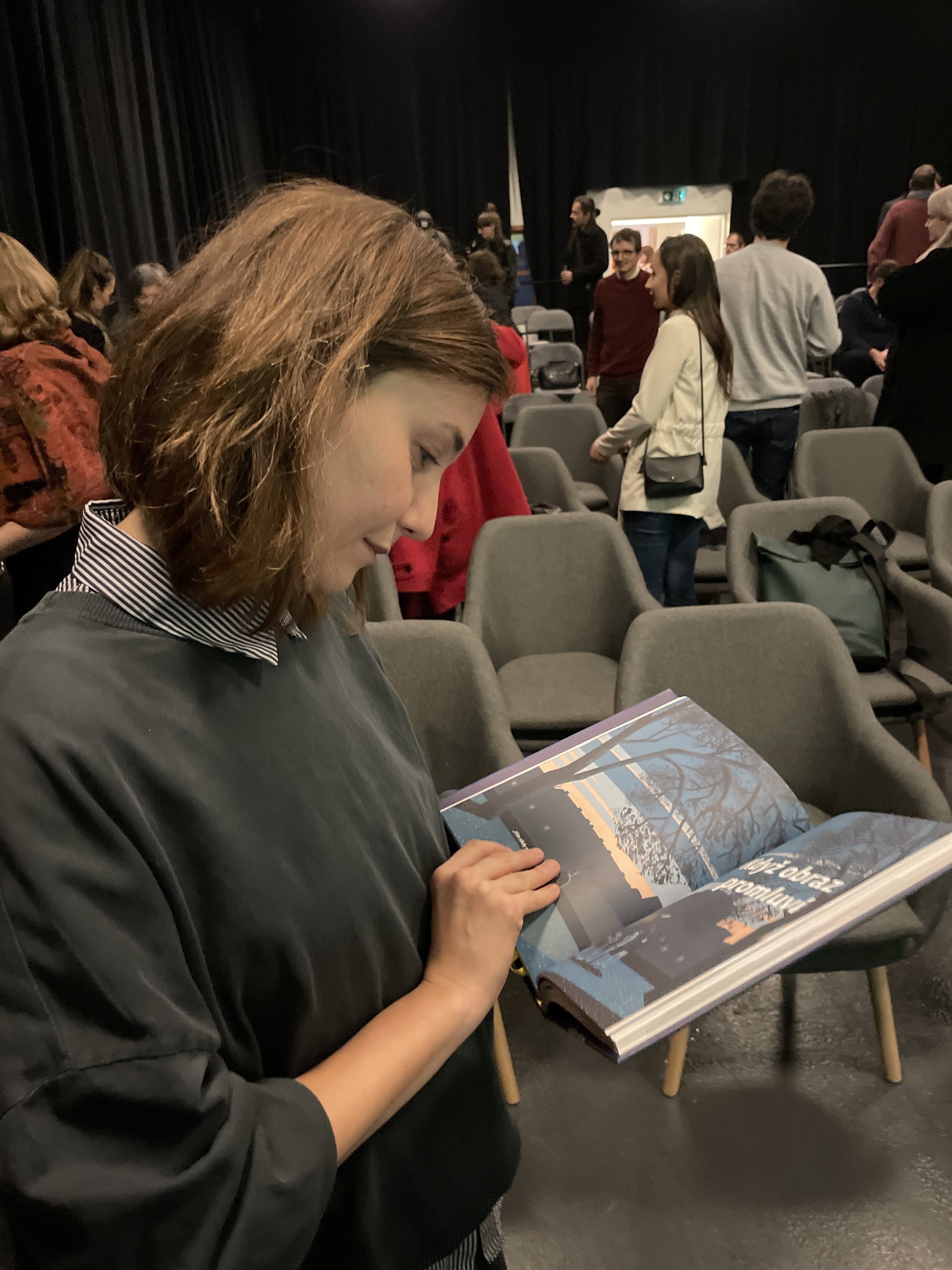
Tereza Dočkalová na křtu knihy Filmouka v roce 2023

## Filmografie
- 2013: Isabel (krátkometrážní)
- 2015: Vážná známost (krátkometrážní)
- 2017: Bankovkovi (seriál)
- 2018: Branky, body, kokoti (show)
- 2019: Teroristka
- 2021: Kokoti na neděli (show)
- 2022: Ostrov svobody (krátkometrážní)
- 2023: Brutální vedro
- 2023: Lítá v tom
- 2024: Zahradníkův rok